# Narrowboat

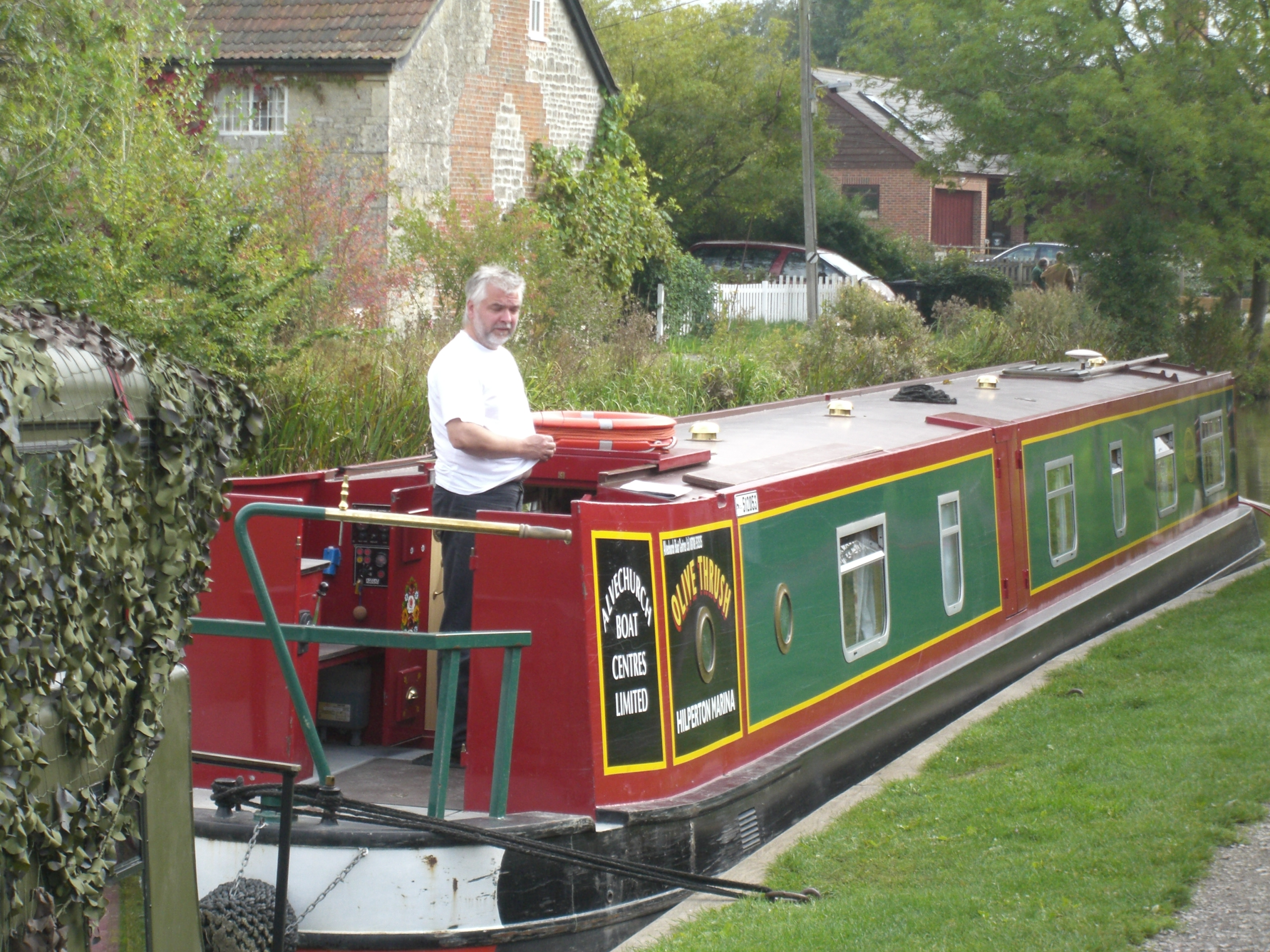
Modernisiertes Narrowboat auf dem Kennet-und-Avon-Kanal

Narrowboat, auch narrow boat, bezeichnet einen Bootstyp, der seit etwa 1750 auf den Binnenwasserstraßen in England und Wales genutzt wird. Das namensgebende besondere Kennzeichen beruht darauf, dass ein Narrowboat zwar bis zu 22 m lang, aber nur bis 2,20 m breit ist, also sehr schmal (englisch narrow). Es ist wegen seines flachen Rumpfes, den die geringe Tiefe der Kanäle erfordert, und da es ursprünglich keinen eigenen Antrieb aufwies, in die Bootskategorie Leichter einzuordnen. Die heute verwendeten, mit Dieselmotoren ausgestatteten Varianten sind inzwischen als eigenständiger Bootstyp zu betrachten.
Die Ursache für diese besonderen Maße war einerseits die Größe der Schleusen, die unter den gegebenen Verhältnissen – etwa der Anforderung nach Selbstbedienung durch die Schiffer – machbar waren. Andererseits sollten die Boote die Last von 25 metrischen Tonnen tragen können, die ein Pferd auf einem Treidelpfad ziehen konnte. Der Kompromiss daraus war das Narrowboat. 
Da damals das Kanalbett in Handarbeit errichtet wurde, beschränkte man sich aus Kostengründen auf eine geringe Kanalbreite; dabei musste noch Gegenverkehr möglich sein. Das Narrowboat ist daher ein Bootstyp, der nach den Anforderungen eines Verkehrsweges, eben des Narrow Canals, gebaut wurde und mit diesem sein Schicksal hinsichtlich Aufstieg, Fall und Wiedergeburt teilte.
Dabei haben weder die Narrowboats noch die Kanäle einheitliche Maße. Auch Länge und Breite der Schleusen sowie die Brücken- und Tunnelmaße unterscheiden sich selbst innerhalb desselben Kanals. Welche Höchstmaße ein Narrowboat haben darf, um einen bestimmten Kanal zu befahren, ist heutzutage auf der Internetseite des Canal River Trust veröffentlicht, der Verwaltungsbehörde der Kanäle.

## Aufstieg
Mitte des 18. Jahrhunderts entstand in England das Bedürfnis nach Transportmöglichkeiten großer Gütermengen zwischen den Städten, aber auch von Rohstoffquellen (namentlich Kohlegruben) in eben diese wachsenden Städte. Die noch von den Römern errichteten Straßen waren für einen wirtschaftlichen Überlandtransport von Massengütern ungeeignet. Auch die vorhandenen natürlichen Wasserstraßen entsprachen nicht immer den Erfordernissen. Entweder waren sie zu klein, führten also zu wenig Wasser, oder eben nicht dahin, wo es ein Angebot an Rohstoffquellen gab oder die Nachfrage in den wachsenden Städten es erforderte.
Die Kanalbautechnik war seit dem Bau von Kanälen in Norditalien, Frankreich (Canal de Briare, Canal du Midi) und Irland (Newry Canal) bekannt. Einer Initialzündung gleich kam jedoch der Auftrag des dritten Duke of Bridgewater an James Brindley (1716–1772), einen ausschließlich von ihm finanzierten Kanal zwischen seiner Kohlegrube in Worsley und der wachsenden Industriemetropole Manchester zu bauen. Der Bridgewater-Kanal wurde 1761 eröffnet und war sofort ein kommerzieller Erfolg. Binnen weniger Jahre wurden das zum Bau eingesetzte Kapital erwirtschaftet und durch Nutzungsgebühren Gewinne erzielt. Der Kohlepreis in Manchester sank innerhalb eines Jahres auf etwa ein Drittel des ursprünglichen Preises und löste dadurch einen erheblichen Nachfrageschub aus.

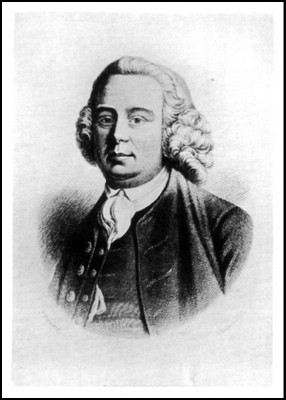
James Brindley (1716–1772)

Dieser bisher beispiellose wirtschaftliche Erfolg eines privat finanzierten Verkehrsweges im Rahmen der industriellen Revolution verursachte eine Revolution im Bereich des Verkehrs. Es begann das goldene Gründer-Zeitalter der Narrow-Kanäle, die sogenannte Canal Mania. Innerhalb weniger Jahre wurden hunderte Kilometer von Kanälen zwischen den aufstrebenden Industriestädten, den Rohstofflagerstätten und den großen Hafenstädten errichtet. Das Hauptverkehrsmittel auf diesen war das Narrowboat mit seiner an den Schleusenmaßen des Staffordshire-und-Worcestershire-Kanal orientierten Größe von etwa 2 m Breite und gut 22 m Länge sowie einer durch ein Pferd gezogenen Nutzlast von etwa 25 Tonnen. Der Staffordshire-und-Worcestershire-Kanal wurde nur wenige Jahre nach dem noch schleusenlosen Bridgewater-Kanal ebenfalls unter der Leitung James Brindleys gebaut. Aufgrund der Geländegegebenheiten war ein Kanalverlauf auf einem Niveau ohne Schleusen nicht möglich. Brindley entschied sich aus kommerziellen Gründen und im Gegensatz zum Bridgewater-Kanal für den Bau von gemauerten Schleusen mit den Innenmaßen von 2,20 m Breite und 21 m Länge. Diese waren schnell und preiswert mit den damals vorhandenen technischen Mitteln und größtenteils lokalen Ressourcen zu errichten. Auch war der Wasserverbrauch pro Schleusengang gering (ca. 80–100 m³ entsprechend etwa dem Jahrestrinkwasserverbrauch einer heutigen vierköpfigen Familie in Deutschland) verglichen etwa mit einer Schleuse im norddeutschen Mittellandkanal. Dort werden für einen Schleusenvorgang, wie bei der Schleuse Anderten in Hannover-Anderten, gut 40.000 m³ verbraucht.
Jedoch war gerade diese Größenwahl Brindleys sowohl Ursache für den raschen Erfolg von Narrowboat und -kanal als auch für deren Niedergang, denn spätestens mit dem Erscheinen der Eisenbahn war eine 25-Tonnen-Fracht mit einem Binnenschiff kaum wirtschaftlich zu transportieren. Doch zunächst waren Ende des 18. Jahrhunderts Narrowboat und -kanal konkurrenzlose Hochtechnologie.
Die Narrowboats wurden anfangs aus Holz gebaut, später an den besonders beanspruchten Stellen mit Eisenplatten als Schutz beplankt. Heute wird der Schiffsrumpf vollständig aus Stahlplatten geschweißt. Da Holz der preiswertere Baustoff und leichter zu reparieren war, waren Holzboote bis etwa Mitte des letzten Jahrhunderts vorherrschend. Ferner unterschied sich die Bauweise eines Narrowboats noch durch die spezielle Verwendung. Es gab solche, die im Fernverkehr genutzt wurden und eine Kabine als kleine, aber komplette Wohnung für die ständig an Bord lebende Besatzung besaßen. Ferner gab es Narrowboats für den Nahverkehr, sogenannte Dayboats, die keine oder keine vollwertige Kabine für die Besatzung aufwiesen, denn der Bootsführer wohnte nicht auf dem Boot, sondern kehrte nach seiner täglichen Arbeit in sein auf dem Land gelegenes Heim zurück.
Vornehmlich wurden damals Güter, namentlich Rohstoffe wie Kohle, Steine und Erden, aber auch Fertigprodukte wie Töpferwaren transportiert. Insbesondere der Porzellan- und Steingutproduzent Josiah Wedgwood in Stoke-on-Trent profitierte erheblich vom sicheren und brucharmen Transport über den Trent-und-Mersey-Kanal.
Aber es gab auch das Narrowboat als Personenboot. Solche Postboote, sogenannte Packetboats (so genannt wegen der neben den Passagieren transportierten Briefe und Pakete), verkehrten gar im regelmäßigen Liniendienst zwischen den Städten. Einen Einblick in diese Welt bietet Colin Dexters Kriminalroman Mord am Oxford-Kanal.
In den goldenen Jahren des Kanalzeitalters (1760–1830) wuchs das Kanalnetz in England und Wales auf nahezu 7000 km Kanalstrecke, befahren von tausenden Narrowboats aus Holz. In diesem Zeitraum war das Narrowboat das modernste Verkehrsmittel und konkurrenzlos, soweit es den Massentransport von Gütern über Land betraf.

## Eisenbahn als Konkurrenz
Die Erfindung und der Bau der Eisenbahn ab 1830 veränderten die Situation entscheidend. Die Eisenbahn transportierte größere Gütermengen über weitere Strecken bedeutend schneller und kostengünstiger, zudem war ihr Verkehrsweg (die Bahngleise) einfacher zu bauen. Dies leitete letztlich den Untergang des Narrowboats als kommerzielles Transportmittel ein.
Viel Verkehr und damit Einnahmen wurden den Kanalgesellschaften durch die neuen Eisenbahngesellschaften entzogen, deren Strecken zum Teil parallel zu den Kanälen verliefen und die durch dieselben navvies errichtet wurden, die zuvor die Kanäle gebaut hatten. Die Kanalgesellschaften wurden zum Teil insolvent, die Kanäle verfielen. Einige Gesellschaften wurden von Eisenbahngesellschaften aufgekauft, die sich auf diese Weise unliebsamer Konkurrenz entledigten. Allgemein litt das Kanalsystem unter der finanziellen Auszehrung. Die Wartung beschränkte sich auf das Notwendigste. Modernisierungen, also Anpassung an den technischen Fortschritt wie etwa auf dem Kontinent, fanden praktisch nicht statt, so dass das Kanalsystem letztlich nur mehr schlecht als recht erhalten, aber keinesfalls fortentwickelt wurde.
Stattdessen ließ sich Fracht mit einem Narrowboat nur dann leidlich wirtschaftlich transportieren, wenn die Betriebskosten minimiert wurden. Erreicht wurde dies dadurch, dass der Bootsführer seine Familie mit auf dem Narrowboat wohnen und arbeiten ließ. Die Ehefrau bediente die Ruderpinne, das Kind führte das Pferd auf dem Treidelpfad; ein ortsfestes Eigenheim wurde eingespart, beziehungsweise die Zahlung einer Wohnungsmiete entfiel. Die Heckkabine, meist nur ein Raum, diente mit wenigen Quadratmetern Grundfläche als Wohnung für eine ganze Familie. Sie enthielt einen Ofen, Sitzbänke und eine Tischplatte, die zur Nacht als Bettstatt diente, sowie diverse Schränke. Eine karge Heimstatt, die durch künstlerische Bemalung der Kabinentüren, des Trinkwassereimers und anderer Gebrauchsgegenstände möglichst wohnlich hergerichtet wurde. Als immer wiederkehrende Motive auf diesen Gegenständen tauchten Schlösser und Rosen auf.
Das Pferd blieb bis zum Beginn des 20. Jahrhunderts die einzige ökonomische Antriebsart, nachdem Experimente mit dem Einbau von Dampfmaschinen in Narrowboats letztlich daran scheiterten, dass diese für sich und die als Brennstoff zu verfeuernde Kohle zu viel Frachtraum beanspruchten. Da sich an den Kanaltunneln aus Kostengründen keine Treidelpfade befanden, zog die Crew die Boote durch kürzere Tunnel (z. B. Kennet-und-Avon-Kanal) mit den Händen an Ketten, die an den Wänden befestigt waren, in kilometerlangen (z. B. Sapperton-Kanaltunnel) war jedoch Legging (engl. leg: „Bein“) die einzige Möglichkeit, die Boote vorwärts zu bewegen: Eine, meistens zwei Personen legten sich auf am Bug des Bootes befestigte Planken, (die Beine nach oben, den Oberkörper etwa 45° an den Aufbau gestemmt) und „liefen“ mit den Füßen entlang der Tunnelwand, seltener auch der Tunneldecke. Die Treidelpferde wurden auf Wegen, die im Gelände dem Kanalverlauf folgten, bis zum nächsten Tunnelportal geführt, für die Tiere war auf den kleinen Booten natürlich auch kein Platz.
Erst kurz vor dem Ersten Weltkrieg fanden Dieselmaschinen Verwendung, die, leistungsstärker als ein Pferd, noch ein weiteres nichtmotorisiertes Narrowboat (ein sogenanntes butty) ziehen konnten. Die dadurch verdoppelte Frachtkapazität setzte den Dieselmotor als Antriebsquelle rasch durch. Solche Bootspaare wurden in großer Stückzahl in den ersten Jahrzehnten des 20. Jahrhunderts gebaut sowohl für Einzeltransportunternehmer als auch für große Firmen wie etwa die berühmten Fellows Morton and Clayton oder die Grand Union Canal Company (GUCC), die mehrere Hundert Narrowboats ihr eigen nannten.
Letztere betrieb den Grand-Union-Kanal, die Hauptverbindung zwischen London und dem Black Country, dem Industriegebiet um Birmingham. Die GUCC stieß zu Beginn der 1930er Jahre die letzte größere Modernisierung des Kanalsystems an. Der Grand-Union-Kanal wurde verbreitert, die narrow locks wurden durch wide locks (Breitschleusen), die doppelt so breit wie die narrow locks waren, ersetzt. Brücken wurden verbreitert oder ersetzt und die Narrowboats sollten durch Bargen mit einer Nutzlast von 66 Tonnen abgelöst werden. Doch der Zweite Weltkrieg vereitelte dies letztlich, so dass auch nach der Teilmodernisierung das Doppelgespann aus motorisiertem Narrowboat mit unmotorisiertem butty im Schlepptau das Standardbinnenfrachtschiff blieb.
Während des Zweiten Weltkriegs kam es noch einmal zu einer kurzen Blütezeit des Gütertransports mittels der Narrowboats. Die in die Armee eingezogenen Bootsführer wurden durch speziell ausgebildete Frauen ersetzt, die in den Kriegsjahren das Rückgrat des Schiffspersonals bildeten. Damit sie sich im Kanalsystem zurechtfanden, händigte man ihnen spezielle Karten, die sogenannten lockmaster maps, aus, die heute noch begehrte Schwarzweißdarstellungen des Kanalsystems sind.
Nach dem Zweiten Weltkrieg schritt allerdings der wirtschaftliche Niedergang des englischen Kanalsystems und damit auch des Narrowboats als Transportfahrzeug fort. Im Jahr 1948 wurde ein Großteil des englischen Kanalnetzes nationalisiert und einige Kanäle geschlossen und aufgegeben.
Der harte Winter 1962/63, der die Kanäle wochenlang zugefroren hielt, gab dem kommerziellen Gütertransport den Todesstoß. Die Auftraggeber von Gütertransporten waren gezwungen, sich nach Alternativen umzusehen und fanden sie in der Eisenbahn und hauptsächlich dem Lastkraftwagen. Als der Winter vorbei, die Kanäle wieder befahrbar waren, gab es keine Transportaufträge mehr. Die staatliche Transportfirma British Waterways stellte den Gütertransport ein, einige private Firmen überlebten noch bis etwa 1970. Die aufgegebenen Narrowboats verrotteten in der Folge zu Hunderten in Hafenbecken und an den Ufern der Kanäle.

Gütertransport mit Narrowboats
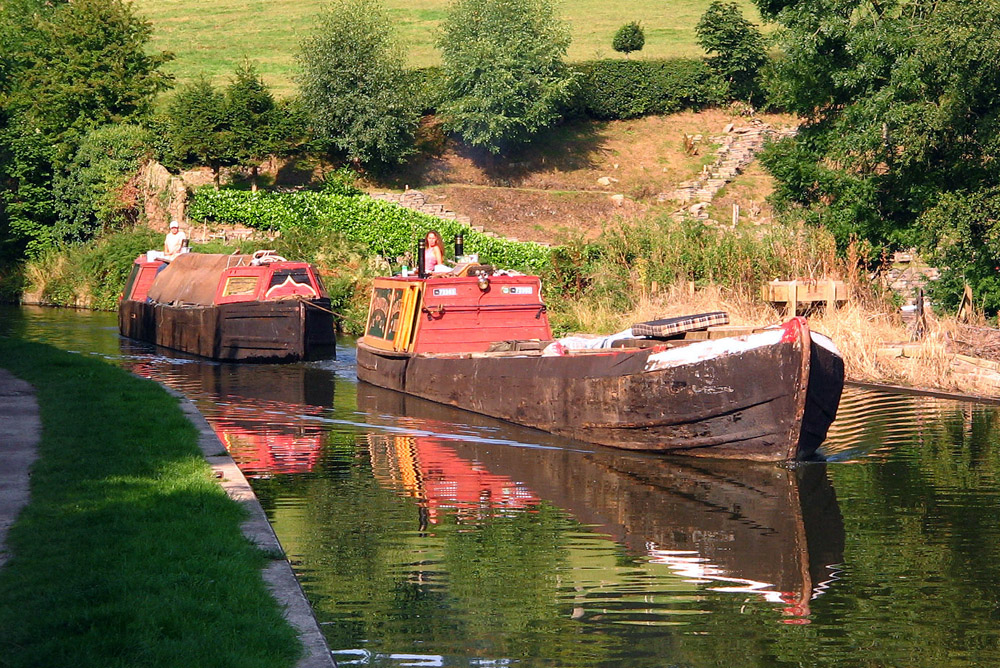
Traditionelles Narrowboat mit Butty
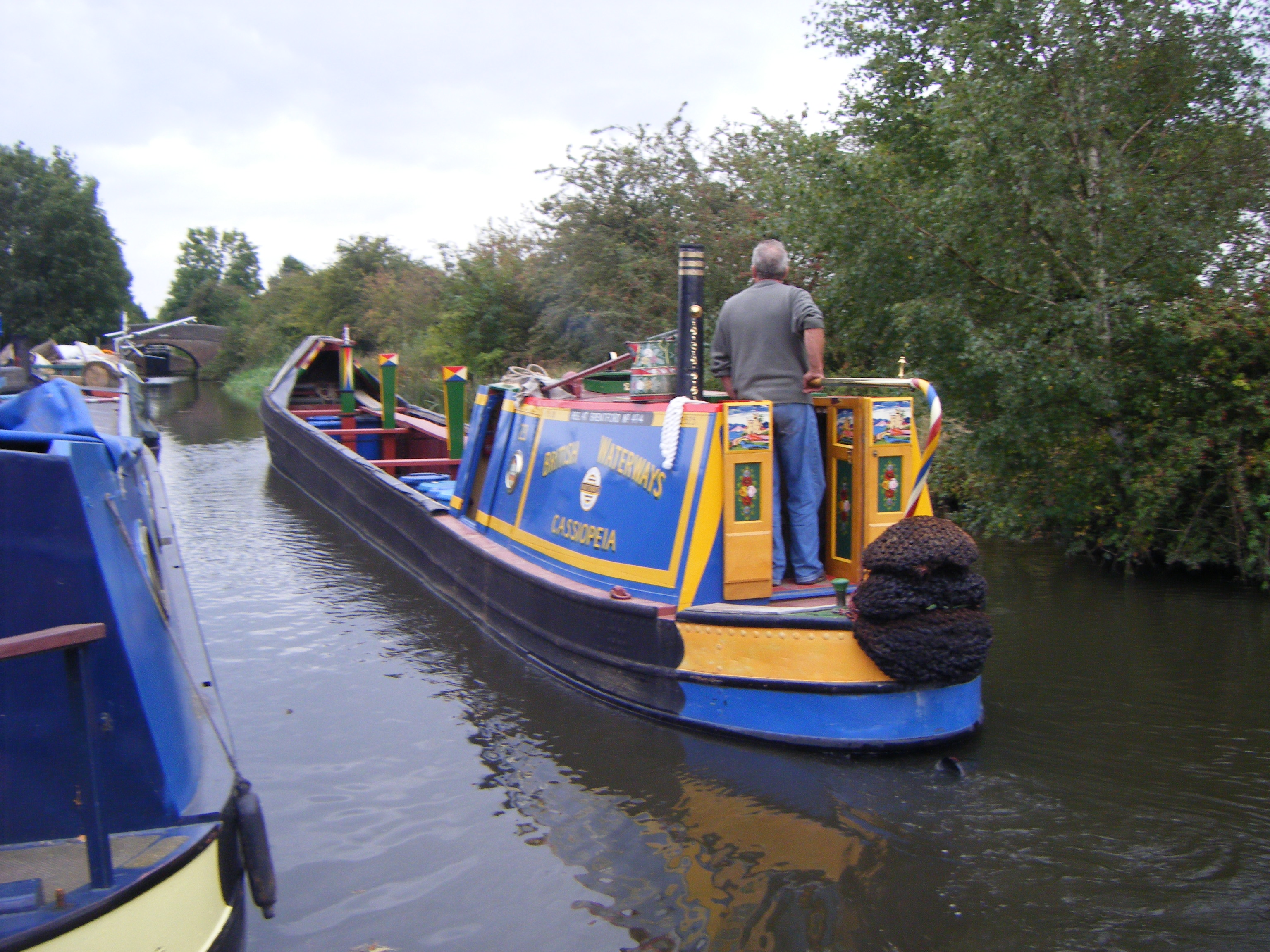
Restauriertes British-Waterways-Transport-Narrowboat, Birmingham-und-Fazeley-Kanal (2008)
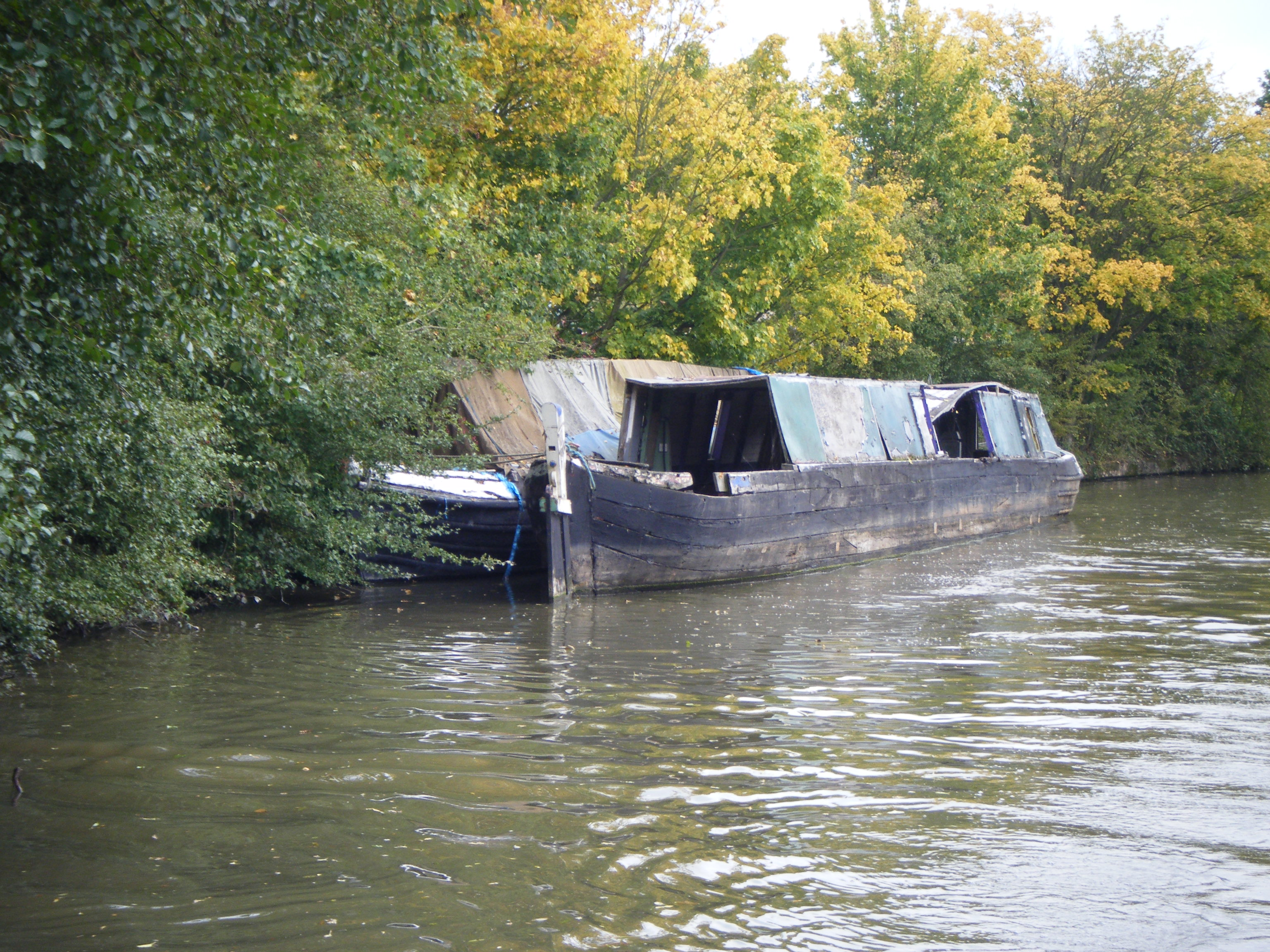
Aufgegebenes Narrowboat mit Butty am Kanalufer

## Renaissance
Die erstaunliche Wiedergeburt des englischen Kanalsystems und mit ihm der Narrowboats hat sowohl Namen als auch Datum. Es war der Schriftsteller L. T. C. Rolt, der unter dem Eindruck seiner auf dem Narrowboat Cressy im Jahre 1944 unternommenen Hochzeitsreise ein Buch mit dem Titel Narrow Boat veröffentlichte. Dies löste eine Welle der Begeisterung für das industriegeschichtliche Erbe des englischen Kanalsystems und seines Hauptverkehrsmittels, des Narrowboats, aus. 1946 traf sich Robert Aickman mit Rolt auf Rolts Narrowboat Cressy in der Nähe von Tardebigge am Worcester-und-Birmingham-Kanal. Das Ergebnis dieses Treffens war die Gründung der Inland Waterways Association (IWA), die sich fortan für den Erhalt der englischen Wasserstraßen einsetzte.
Bereits zwischen 1935 und 1939 etablierte sich die erste Boat-hire-Firma in der Nähe Chesters, die Narrowboats an zahlende Urlaubsgäste vermietete. Bis 1963 kamen nur zwei weitere Firmen hinzu, doch dann entwickelte sich daraus ein regelrechter Freizeitboom. Heute existieren zahlreiche kommerzielle Bootsverleiher, die an Freizeitkapitäne Narrowboats vermieten, die in ihrer Ausstattung und ihrem Raumangebot mit einer kleinen Ferienwohnung durchaus verglichen werden können. Die Zahl der privat genutzten und der Leihboote übersteigt inzwischen bei weitem die Anzahl der jemals zum kommerziellen Frachttransport genutzten Narrowboats.
Brindleys Entscheidung für die kleinen Schleusen und damit für die kleinen Narrowboats war deshalb sowohl Fluch als auch Segen. Für den kommerziellen Frachttransport von zu geringen Dimensionen, über die Jahrhunderte niemals ernsthaft modernisiert, präsentiert sich heute das englische Kanalsystem als ein landesweites lebendiges Freilichtmuseum, das zunehmend von der eigenen Bevölkerung beachtet und als schützenswert empfunden wird. Und es stellt sich darüber hinaus als touristische Attraktion heraus, die viele – auch ausländische – Besucher an die Pinne eines Narrowboats lockt, um einen Bootsurlaub in den führerscheinfreien Binnengewässern des Vereinigten Königreichs zu verbringen.

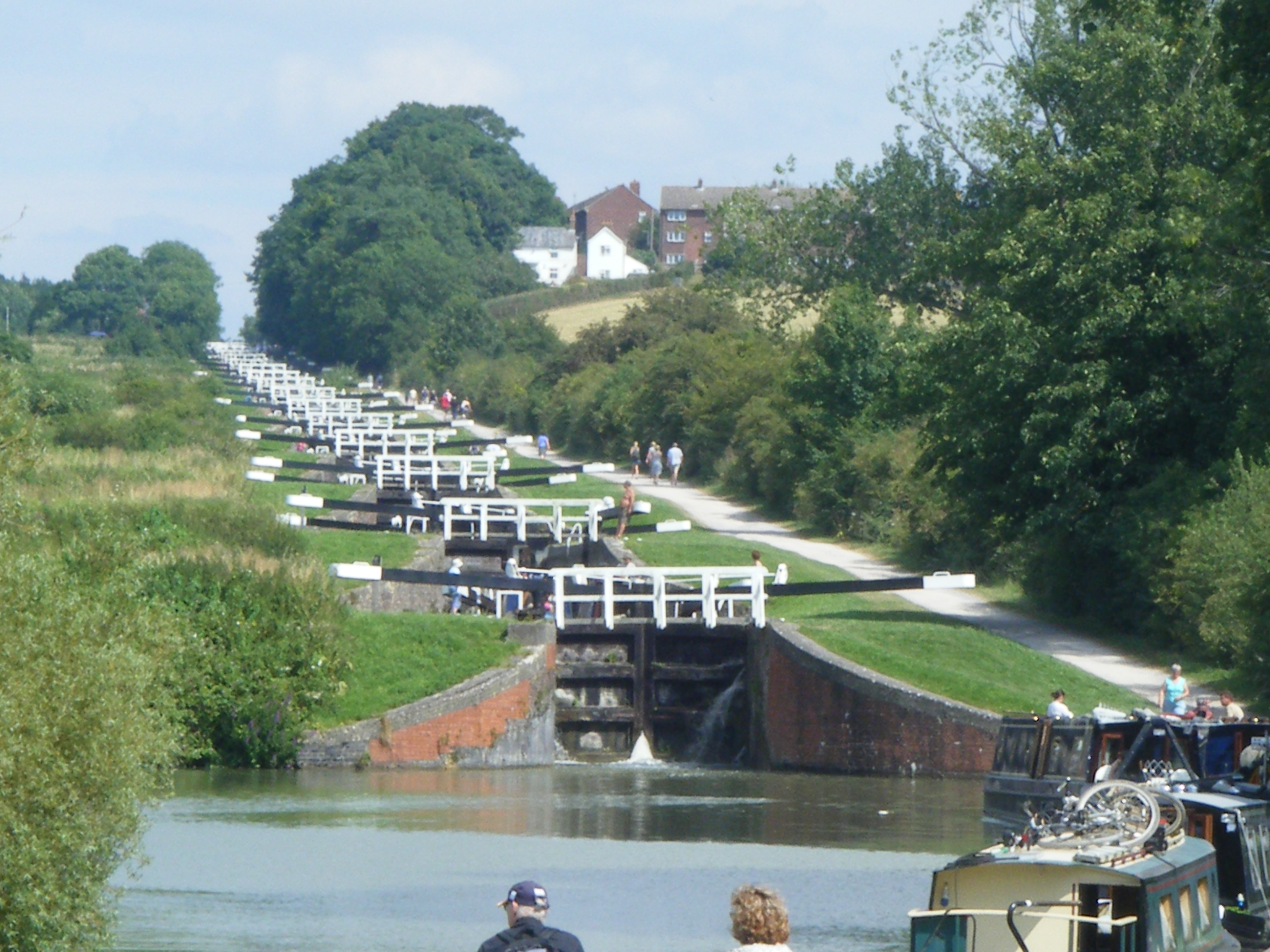
Schleusenstaffel in Devizes (Kennet-und-Avon-Kanal) an einem Sommernachmittag

An der heutigen Attraktivität der Narrowboat-Kanäle ist James Brindley noch aus einem anderen Grund „schuld“: Er baute Konturkanäle. Brindley ließ aus Kostengründen oder weil ihm die technischen Möglichkeiten fehlten, seine Kanaltrasse den Konturen der Landschaft folgen. Erst wenn der Bau von Schleusen, Aufschüttungen, Einschnitten oder auch eines Kanaltunnels unvermeidbar war, gab Brindley diese auch tatsächlich in Auftrag. Heute hat man deshalb bei der Fahrt mit einem Narrowboat den Eindruck, eher einem mäandernden natürlichen Wasserlauf zu folgen als einer künstlich angelegten Wasserstraße, die dem Gütertransport diente.
Gerade in den 1980er und 1990er Jahren sind deshalb einige insbesondere 1948 aufgegebene Kanäle wieder restauriert und dem öffentlichen Freizeitverkehr übergeben worden, z. T. unter königlicher Schirmherrschaft. Ein besonders gelungenes Beispiel für eine solche Restauration ist der Kennet-und-Avon-Kanal.

## Modernisierte Narrowboats

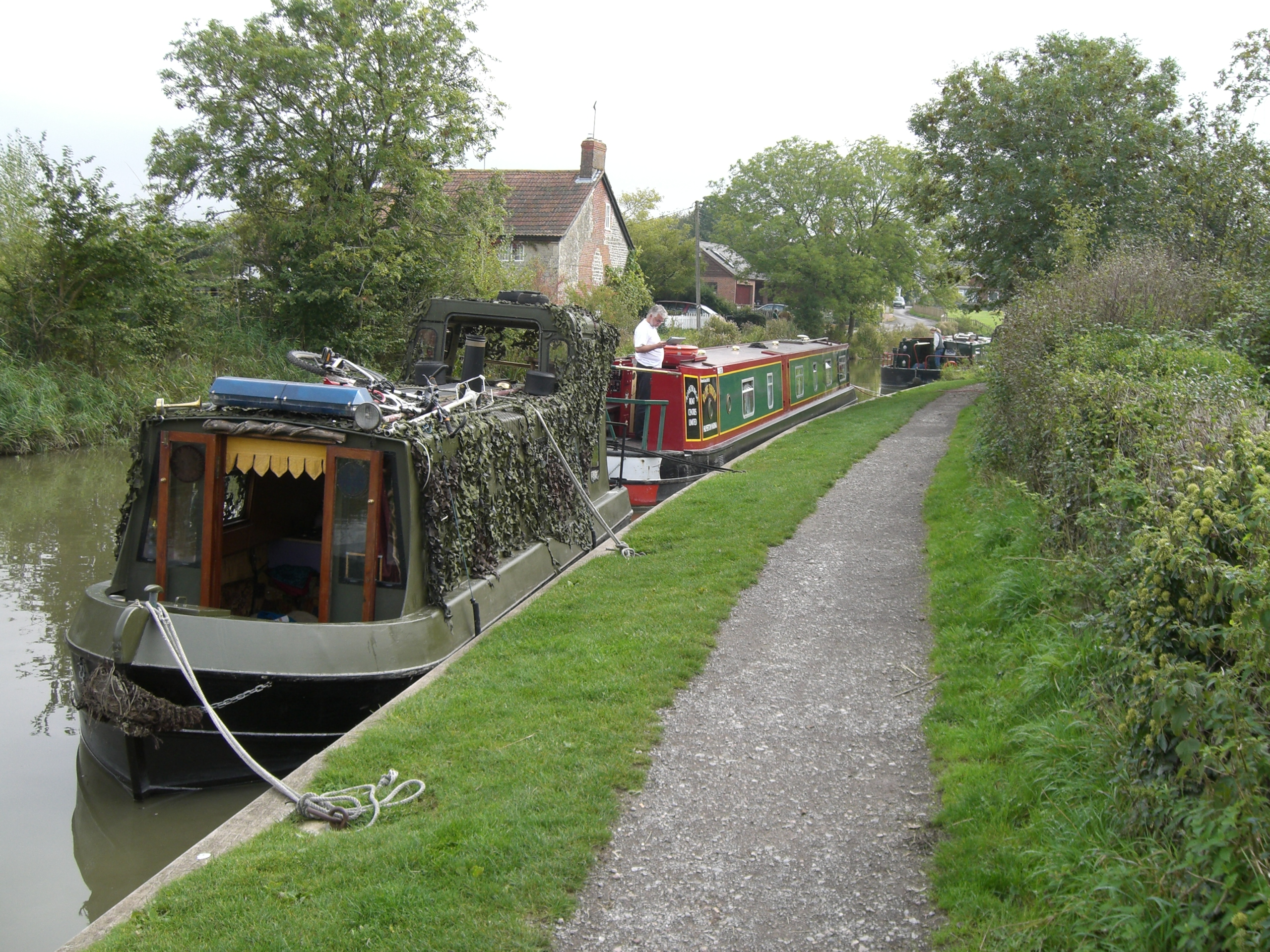
Modernisierte Narrowboats; links im Vordergrund mit Tarnnetzen

Heutige Narrowboats werden entweder privat genutzt als fahrbares temporäres Ferienheim oder (seltener) als fahrbare ständige Wohnung, am häufigsten jedoch als kommerzielles Charterboot.
Ein weiteres Unterscheidungskriterium ist das äußerliche Erscheinungsbild. Entweder es handelt sich um ein restauriertes working narrowboat (eher selten) oder um einen geschlossenen Bootskörper mit kleinen Bullaugen-Fenstern (wiederum eher selten) oder großen Fenstern.
Schließlich unterscheiden sich moderne Narrowboats noch hinsichtlich ihres Steuerdecks achtern. Es gibt erstens das traditional stern deck, zweitens das semi-traditional stern deck und schließlich das cruiser stern deck.
Das traditional stern deck kennzeichnet sich dadurch, dass die Seitenwände und das Dach fast bis zum Ende des Bootes gezogen sind und der Bootsführer an der Pinne geschützt und gewärmt im Kabinenaufgang steht. Eine zweite oder gar dritte Person hätte dort keinen Platz. Dies entspricht zwar den Anforderungen eines Arbeitsbootes, jedoch nicht den Bedürfnissen einer Freizeitcrew. Die Mitglieder möchten gern alle auf der Plattform an der Ruderpinne stehen, so dass diese nicht groß genug sein kann. Dies bietet ein sogenanntes cruiser stern deck, dort wird allen Bootsinsassen Stand- und selbst Sitzmöglichkeit in der unmittelbaren Nähe der Ruderpinne geboten. Schließlich der Kompromiss aus beiden, das semi-traditional stern deck.